# Windsor (Kalifornien)
|  | Dieser Artikel wurde aufgrund von inhaltlichen Mängeln auf der Qualitätssicherungsseite des Projektes USA eingetragen. Hilf mit, die Qualität dieses Artikels auf ein akzeptables Niveau zu bringen, und beteilige dich an der Diskussion! Eine nähere Beschreibung der zu behebenden Mängel fehlt. |

Windsor ist eine Stadt im Sonoma County im US-Bundesstaat Kalifornien mit 26.344 Einwohnern (Stand: 2020).
Etwa zwei Kilometer westlich fließt in Nord-Süd-Richtung der Russian River an Windsor vorbei. Die Stadt liegt bei den geographischen Koordinaten 38,55° Nord, 122,80° West. Das Stadtgebiet hat eine Größe von 17,5 km².
Ab 1944 wurde hier das Camp Windsor für deutsche Kriegsgefangene betrieben.

## Verkehr
Durch die Bahnstrecke Sonoma-Marin Area Rail Transit ist Windsor seit dem 31. Mai 2025 mit Larkspur, Petaluma und  Santa Rosa  verbunden.
Der nächste Flughafen ist der nur wenige Kilometer südlich gelegene Flughafen Sonoma County.